# 職務上請求
職務上請求（しょくむじょうせいきゅう）とは、弁護士等一定の国家資格を有する者が、その受任した職務を遂行するために必要な範囲で、第三者の住民票・戸籍謄本等を請求することができる制度である。
根拠規定は、戸籍法第10条の2第3項から第5項、住民基本台帳法第12条の3第2項等に置かれている。

## 概要

### 請求主体
法律上、職務上請求を行うことができるのは以下の8つの国家資格である。これらを総称して八士業と呼ぶ。
- 弁護士
- 司法書士
- 行政書士
- 弁理士
- 税理士
- 社会保険労務士
- 土地家屋調査士
- 海事代理士

### 請求可能な書類
職務上請求により交付請求等が可能な書類には次のようなものがある。
1. 戸籍関係
  1. 戸籍謄本
  2. 除籍謄本
  3. 改製原戸籍謄本・改製原戸籍抄本
2. 住民票関係
  1. 住民票
  2. 住民票記載事項証明書
  3. 戸籍の附票の写し
  4. 住民票の除票の写し
  5. 住民基本台帳の閲覧

## 弁護士による職務上請求

### 弁護士による職務上請求の制度趣旨
弁護士による職務上請求制度の趣旨は次のとおりである。
個人情報・プライバシー尊重の機運の中、こうした情報は原則として本人の委任状がなければ第三者が取得することはできない。弁護士がその職務を遂行するに当たっては、事実関係の確認のためや、各種の法的申立てを行うに際して添付資料とする目的などのため、依頼者や関係者の住民票や戸籍謄本を取得することが度々必要となるのであり、依頼者以外の者の委任状を求めるという不可能を強制していては弁護士制度そのものが成り立たない。そのため、弁護士という職業に対する公的な信頼を基礎として、法定の要件を満たした場合に限り、委任状がなくとも取得を許す制度が設けられたのである。

### 弁護士による職務上請求の要件および手続
弁護士が職務上請求を行うためには、所属する弁護士会で購入した専用の用紙を用いる必要がある。この用紙には通し番号が振られており、どの通し番号の用紙をどの弁護士が購入したかは弁護士会が記録しており、購入した弁護士以外が譲渡・貸与等を受けて使用することは認められていない。申請先窓口への提出に際しては弁護士記章などの提示による厳格な本人確認が要求される。また、請求しようとする書類の種類によって異なる用紙が用意されており、対応する用紙を使用する必要がある。
請求が認められるためには、利用目的が法定された職務上の必要性の要件を満たす必要がある。請求を受ける役所は請求用紙に記載された利用目的を確認していることが多く、目的外と判断されれば交付は拒否される。
ドメスティックバイオレンスの被害者等が支援措置の申し入れを行っている場合、加害者本人からの第三者請求が拒否されるのと同様、加害者の代理人弁護士による職務上請求も拒否される。

### 類似する制度
弁護士は、破産管財人・成年後見人・相続財産清算人・不在者財産管理人・遺言執行者等の特別の地位に基づいて職務上請求と同様の方法で書類の請求を行うことがあるが、これは本人請求または第三者請求という別の制度である。また司法書士も同様に職務上請求と同様に統一用紙を利用した方法で書類の請求を行うことが出来るようになっている。

## その他の士業による職務上請求
行政書士が他人の依頼を受けて家系図作成のために職務上請求を行う場合、行政書士法第1条第1項にいう「事実関係に関する書類の作成業務」として除籍謄抄本等の請求を行うことは、一部認められる範囲もある。ただし、傍系血族の除籍謄本については、正当な利害関係がなければ請求は認められないため、家系図作成目的では行政書士による職務上請求の要件を満たさず、請求は認められない。

## 職務上請求に関する不祥事と対策
身辺調査などに関連して戸籍謄本等の不正請求・不正取得が行われる事案は、1980年代から相次いでおり、職務上請求の制度が確立されてからも悪用は続いた。
職務上請求にあたって請求の目的を明示する必要はないとされていた時期もあったが、これが悪用される事態が相次いだため、戸籍法の2007年改正により要件が厳格化された。具体的には、法務省の集計によれば、2000年から2004年頃にかけて、職務上の必要性を欠く不正請求が計9件（行政書士によるもの6件、司法書士によるもの2件、弁護士によるもの1件）発生したほか、弁護士が調査会社に職務上請求用紙を不正譲渡した事件が1件発生した。同様に、総務省の集計によれば、2003年から2005年にかけて計7件（行政書士によるもの3件、司法書士によるもの2件、弁護士によるもの1件、法律事務所職員によるもの1件）の不正取得事件が発生した。
また、2011年には、偽造用紙を用いた大規模な不正請求事件が発生した。同事件においては、司法書士兼行政書士の資格を有していた探偵会社代表者が、結婚前の身辺調査などのため、偽造の職務上請求用紙を使用し、不正に巨額の利益を得ていたとされる。通し番号や1回の購入枚数制限などの不正使用対策を回避して大量の不正請求を行うため、デザイナーに依頼して用紙の偽造を行っていたという。また、元弁護士も関与していたとされるほか、現職の弁護士数名も名義貸しを行っていたともいわれる。不正請求の件数は、2008年以降2万件以上に上ったという。
こうした事態を受け、地方自治体によっては、不正請求・不正取得が発生した場合に被請求者に被害の発生を通知する本人通知制度を設けている。法令に基づいた制度ではないため、運用の詳細は地方自治体毎に異なる。